# Mercuriceratops

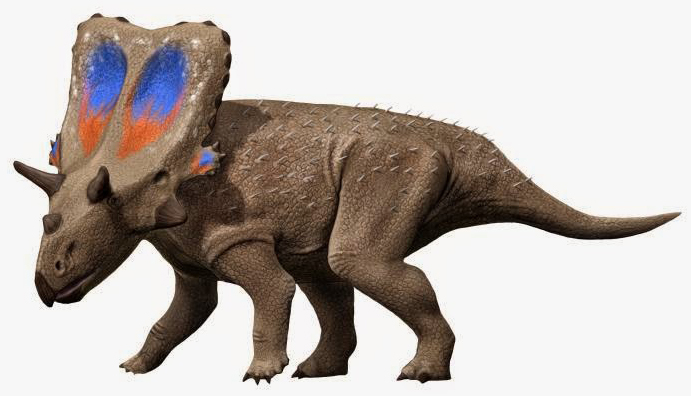
Mercuriceratops gemini

Mercuriceratops gemini is een plantenetende ornithischische dinosauriër, behorend tot de Ceratopia, die tijdens het late Krijt leefde in het gebied van het huidige Noord-Amerika.

## Vondst en naamgeving
De typesoort Mercuriceratops gemini werd in 2014 benoemd en beschreven door Michael Ryan, David Evans, Philip John Currie en Mark Loewen. De geslachtsnaam combineert de naam van de Romeinse godheid Mercurius, een verwijzing naar een overeenkomst tussen de structuur van het nekschild van het dier en de gevleugelde helm van de "boodschapper der goden", met ceratops, "hoorngezicht", een gebruikelijk element in de namen der Ceratopia. De soortaanduiding is de Latijnse naam van het sterrenbeeld Tweelingen, de dioskouren Castor en Pollux, een verwijzing naar de twee op elkaar lijkende specimina waarop de soort is gebaseerd.
Het holotype, ROM 64222, is in 2007 in Fergus County, Montana door een team van het commerciële Triebold Paleontology Inc gevonden in een laag van de bovenste Judith River Formation die dateert uit het middelste Campanien, ongeveer zevenenzeventig miljoen jaar oud. Het bestaat uit een gedeeltelijk rechtersquamosum, het bot dat de zijrand vormt van het nekschild. Het gaat wellicht om een jongvolwassen exemplaar. Het is aangekocht door het Royal Ontario Museum. Een tweede specimen is aan de soort toegewezen: UALVP 54559, een vermoedelijk ouder individu. Ook dit is een gedeeltelijk rechtersquamosum, maar nu een dat gevonden is in Canada, Alberta, in het Dinosaur Provincial Park, op de noordoever van de Red Deer River, een kilometer ten oosten van Happy Jack's Cabin, in een laag van de onderste Dinosaur Park Formation, twee meter boven de Oldmanformatie. Ondanks de aanzienlijke afstand van 380 kilometer tussen beide vindplaatsen zijn de lagen ongeveer even oud. Bij UALVP 54559 werden ook resten van de beenkern van een wenkbrauwhoorn aan getroffen maar die zijn niet toegewezen omdat het verband niet zeker genoeg geacht werd. De opgravingen werden verricht door Susan Owen-Kagen, een preparatrice van Currie bij de University of Alberta.

## Beschrijving

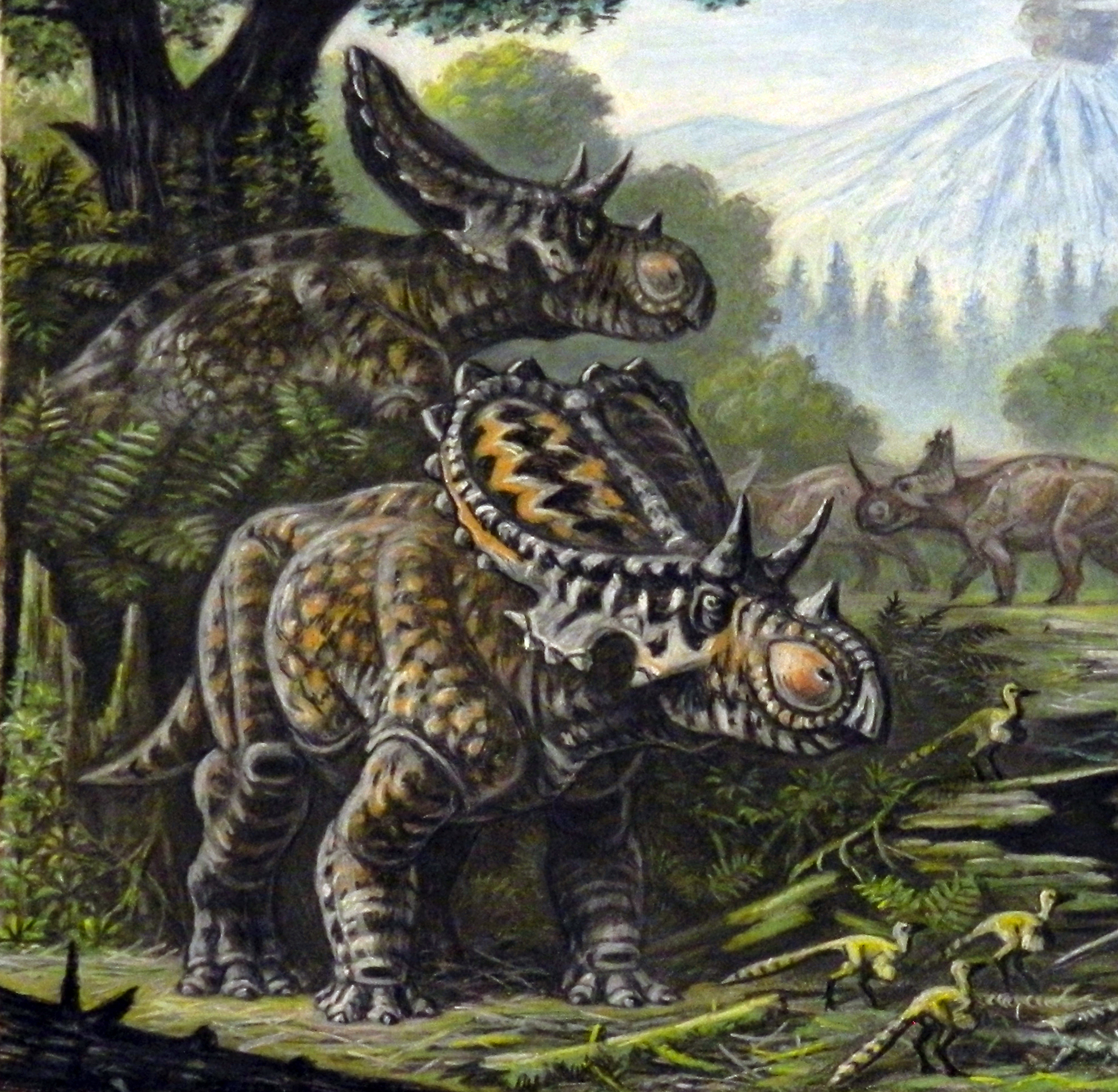
Mercruriceratops werd zo'n vijf meter lang

De beschrijvers wisten één enkel onderscheidend kenmerk vast te stellen. Het squamosum (os squamosale) bezit een vernauwde achterste tak die staafvormig is in plaats van in bovenaanzicht stomp, driehoekig en taps toelopend, de normale chasmosaurine vorm, of breed afgerond zoals bij Triceratops (ook Nedoceratops, Ojoceratops). De vernauwing wordt gevormd door een inspringen van de buitenrand van het squamosum.
Het holotype heeft een lengte van 793 millimeter. UALVP 54559 heeft een kortere bewaarde lengte met zevenenveertig centimeter maar was oorspronkelijk ongeveer even groot en iets robuuster. De formaten komen overeen met die van typische volwassen exemplaren van Chasmosaurus en de beschrijvers namen aan dat de lichaamslengte overeenkomstig was, ongeveer vijf meter, misschien zes. In dat laatste geval was het gewicht zo'n twee ton.
Door de nauwe achterste tak, die een rechthoekige dwarsdoorsnede heeft, wordt het squamosum bijlvormig met een rechthoekig naar buiten uitstekend stuk waarvan de buitenrand vrij dik was. Verder had het geen sterk afwijkende vorm. Het hoofdlichaam was vooraan normaal gevormd met een verbrede voorste hoek achter de gebruikelijke inkeping. Dit voorste gedeelte draagt vier osteodermen, episquamosalia waarvan de grootste, sq1 of es1, zich op de voorste hoek van het bijlbladvormige uitsteeksel bevindt en schuin naar voren wijst. Het heeft bij UALVP 54559 een lengte van 45 en een basisbreedte van 188 millimeter. Het vierde episquamosale bevindt zich op de achterhoek met een lengte van drieënveertig millimeter bij een basis van vijfenzestig millimeter en wijst schuin naar achter; het tweede en derde liggen op de buitenrand daartussen en zijn korter met lengten van respectievelijk vijftien en twintig millimeter. Deze voorste vier episquamosalia zijn ruwweg driehoekig met een stompe punt, voorzien van een ruwe onderkant met diepe adergroeven, iets van boven naar beneden afgeplat en ook iets omhoog wijzend. De rand van de achterste tak is bezet door langwerpige episquamosalia waarvan er twee facetten vooraan op de rand van de vernauwde achterste tak van het holotype zichtbaar zijn; het is ook mogelijk dat het hier niet om de raakvlakken gaat waarvan de osteodermen losgeraakt zijn maar om sq5 en sq6 zelf die dan erg laag waren. Het totaal episquamosalia per zijde bedroeg dus minstens zes; er is ruimte voor een zevende en de beschrijvers vermoedden dat er op het afgebroken achterste stuk ook een achtste was, een bij chasmosaurinen vaak voorkomend aantal.
De beschrijvers verwierpen de mogelijkheid dat de overeenkomsten tussen beide specimina het gevolg zou kunnen zijn van een toevallige gelijksoortige beschadiging. Dat leek uitgesloten te worden door de aanwezigheid van de achterste episquamosalia die anders ook verdwenen zouden zijn. Ook zagen ze geen tekenen van ziekte of botresorptie. Ze concludeerden dat het nekschild een unieke structuur moet hebben gehad, met brede centrale wandbeenderen, vleugelvormig omvat door achteraan smalle squamosa en voorzien van enorme parietaalvensters. Het raakvlak met het wandbeen is van bovenzijde naar de onderkant van het nekschild gemeten tamelijk dun. Bij het holotype heeft dit contact een glad oppervlak maar bij UALVP 54559 zijn er diepe lengtegroeven zichtbaar die kennelijk voor een versterkte verbinding zorgden; deze worden naar voren toe ondieper en lopen naar de onderzijde van het nekschild.
Vooraan hebben de squamosa de gebruikelijke zware puntige takken die dienen als contact met de voorliggende schedelbeenderen. Uit het contacten met het jukbeen kan worden afgeleid dat dit de volledige voorrand van het onderste slaapvenster vormde.

## Fylogenie
Mercuriceratops werd door de beschrijvers binnen de Ceratopidae in de Chasmosaurinae geplaatst, een groep die typisch lange squamosa heeft met eenzelfde contactvlakken met het wandbeen die Mercuriceratops toont. Het is de oudste chasmosaurine die uit Canada bekend is en de eerste ceratopide uit het Campanien die zowel uit Canada als de Verenigde Staten van Amerika bekend is. Het feit dat de faunae van beide gebieden indertijd kennelijk minder gescheiden waren, verheldert volgens de beschrijvers de latere verdeling in een noordelijke en zuidelijke fauna.
Mercuriceratops doorbreekt een eenvoudige indeling van de ceratopiden in de Chasmosaurinae met een recht lang squamosum en de Centrosaurinae met een kort rechthoekig squamosum. De beschrijvers wezen erop dat het, mede gezien de hoge ouderdom van het geslacht, voor de hand ligt te veronderstellen dat Mercuriceratops een soort overgangsvorm vertegenwoordigt tussen beide typen squamosa, waarbij dan het rechthoekige type het oorspronkelijke zou zijn. Ze verwierpen deze gedachte echter omdat bij jongen van de latere Chasmosaurus dergelijke bijlvormige squamosa niet voorkomen hoewel het te verwachten zou zijn dat ze op jeugdige leeftijd voorouderlijke kenmerken zouden tonen. Ze trokken dus de conclusie dat het vreemde squamosum een unieke ontwikkeling bij Mercuriceratops alleen was. Dit betekent ook dat niet tot een basale positie in de Chasmosaurinae geconcludeerd kon worden. Een exacte kladistische analyse werd overigens niet uitgevoerd.